# میریوسین
میریوسین (به انگلیسی: Myriocin) با فرمول شیمیایی C۲۱H۳۹NO۶ یک هیدروکسی اسید با شناسه پاب‌کم ۶۴۳۸۳۹۴ است. میریوسین به عنوان یک اسید آمینه آتیپیک از قارچها جدا شده و خواص آنتی‌بیوتیکی دارد. 